# Tino Kadewere
Philana Tinotenda Kadewere (Harare, 5 de enero de 1996), más conocido como Tino Kadewere, es un futbolista zimbabuense que juega como delantero en el Aris Salónica F. C. de la Superliga de Grecia.

## Trayectoria

### Harare City
Fue escogido por el Harare City F. C. en 2014 después de haber terminado de jugar para su equipo de secundaria en la Escuela Prince Edward. Durante la primera mitad de su temporada de debut con el primer equipo, marcó siete goles en la Liga Premier de Zimbabue.

### Djurgårdens IF
Durante el verano de 2015 fue a prueba al Djurgårdens IF de la primera división sueca y al F. C. Sochaux-Montbéliard de la Ligue 2. Más tarde decidió unirse a Djurgårdens IF en préstamo en agosto de 2015 para el resto de la temporada con una opción para que el club lo firmara en un contrato de cuatro años a fin de año. Hizo su debut en la Allsvenskan el 29 de agosto de 2015. Más tarde se unió al Djurgårdens por una suma reportada de 150 000 euros. Anotó su primer gol en la liga el 25 de julio de 2016, anotando el gol en el minuto 94 en la derrota en casa por 3-1 ante el GIF Sundsvall; había entrado en el minuto 85. El 27 de mayo de 201, marcó cuatro goles en un partido de liga contra el IK Sirius, convirtiéndose en el primer jugador del Djurgårdens desde Tommy Berggren en 1978 en marcar cuatro goles en un solo encuentro de liga.

### Le Havre
En julio de 2018 se unió al equipo francés Le Havre A. C. de la Ligue 2 en un contrato de cuatro años. La tarifa de transferencia que fue pagada al Djurgårdens IF se informó que fue de una cantidad de 2,5 millones $.

### R. C. D. Mallorca
El 29 de agosto de 2022, tras haber disputado 53 partidos y marcado 11 goles con el Olympique de Lyon, fue cedido al R. C. D. Mallorca hasta el 30 de junio de 2023 a cambio de 400 000 € y una opción de compra de 8,5 millones.

## Selección nacional
Ha representado a Zimbabue en las categorías sub-17, sub-20 y sub-23. Hizo su debut internacional para la selección de Zimbabue en la victoria por 2-0 contra la selección de Comoras.

## Estadísticas

### Clubes
Actualizado al último partido disputado el 27 de abril de 2025.
| Club                       | País     | Año       | Partidos | Goles |
| -------------------------- | -------- | --------- | -------- | ----- |
| Harare City F. C.          | Zimbabue | 2015      | 15       | 7     |
| Djurgårdens IF             | Suecia   | 2015-2018 | 48       | 13    |
| Le Havre A. C.             | Francia  | 2018-2020 | 43       | 23    |
| Olympique de Lyon          | Francia  | 2020-2024 | 64       | 11    |
| Le Havre A. C. (cesión)    | Francia  | 2020      | 4        | 2     |
| R. C. D. Mallorca (cesión) | España   | 2022-2023 | 19       | 2     |
| F. C. Nantes (cesión)      | Francia  | 2024      | 16       | 3     |
| F. C. Nantes               | Francia  | 2024-2025 | 12       | 1     |
| Aris Salónica F. C.        | Grecia   | 2025-     |          |       |

## Palmarés

### Títulos nacionales
| Título         | Club           | País   | Año     |
| -------------- | -------------- | ------ | ------- |
| Copa de Suecia | Djurgårdens IF | Suecia | 2017-18 |

### Distinciones individuales
| Distinción                                 | Año  |
| ------------------------------------------ | ---- |
| Jugador UNFP de la Ligue 2 del mes: agosto | 2019 |